# Европска контаминација афлатоксинима
У фебруару и марту 2013. неколико европских земаља, укључујући Румунију,  Србију,   Хрватску   пријавило је контаминацију млека за људску исхрану (и вероватно деривата) афлатоксинима широм земље.
У марту је пријављено да је контаминирана храна за животиње пореклом из Србије, увезена у Холандију и Немачку.  У марту је такође објављено да су тестови открили контаминацију млека које су произвеле две холандске фарме.   Млеко у Немачкој је такође тестирано, али се за сада наводи да није угрожено.  Ипак, Русија је најавила да ће забранити увоз са немачких фарми које су добијале контаминирану сточну храну.  Румунски фармери су 20. марта бацили млеко у знак протеста након што је влада забранила млеко са пет фарми, које су остале неименоване.  Даноне Румунија је са рафова повукла и око 75 тона млечних производа.  
Систем брзог упозорења Европске комисије за храну и храну за животиње (РАСФФ) пријавио је 10 обавештења о афлатоксину Б1 у кукурузу европског порекла од последње жетве кукуруза у јесен 2012. У 10 година пре последње жетве, између 2001. и 2011. године, пријављено је укупно девет случајева афлатоксина у кукурузу. Афлатоксини су до сада били углавном „проблем увоза“. Међутим, глобално загревање све више утиче на мапу микотоксина у Европи, производећи „тропске токсине“ унутар европских граница. 
У Србији се контаминација претворила у политички скандал након што је влада подигла интерне стандарде контаминације млека на десет пута више од оних из ЕУ.  Међутим, ова виша граница је она која се практикује у Сједињеним Државама и две трећине света.  
Дана 22. фебруара, Министарство пољопривреде Ајове пронашло је повишене концентрације афлатоксина у храни за псе произведеној у објекту у Канзас Ситију. Кукурузна компонента хране за псе је наводно контаминирана афлатоксинима, иако је кукуруз прошао проверу.  